# أحمد عبده الشرباصي
أحمد عبده الشرباصي (12 أبريل 1899 - 29 فبراير 1984) هو سياسي ورجل دولة مصري.

## حياته ونشاته
ولد أحمد عبده الشرباصي بكفر أبو ذكري بمحافظة الدقهلية في 12 أبريل 1899، وتلقي تعليمه منشأة عاصم، وميت الخولي عبد الله، ثم في مدرسة المنصورة الابتدائية، انتقل إلى القاهرة والتحق بمدرسة ثانوية أهلية أنشأها أوائل الخريجين في مدرستي دار العلوم والمعلمين العليا، ثم التحق بعد حصوله علي شهادة الكفاءة بالمدرسة الثانوية الكبرى، وهي مدرسة أهلية، ومنها حصل علي الشهادة الثانوية والتحق بمدرسة المعلمين العليا 1918، وعندما اندلعت ثورة 1919 أشترك في الثورة والمظاهرات واعتقل وسجن في القلعة، وتتابعت الأحداث السياسية وحرم من الامتحان، فترك مدرسة المعلمين العليا والتحق بمدرسة الهندسة خانة (كلية الهندسة جامعة القاهرة حاليا) وتخرج فيها 1924، وفور تخرجه عمل بتفتيش الري بالمنصورة، وظل يرتقي من المناصب في إطار مهنته حتى أصبح مساعداً للمفتش العام للري المصري بالسودان، وهو المنصب الذي كان يشغله حين شغل منصب وزير الأشغال بعد ثورة يوليو.

## مسيرته
أسهم الشرباصي في مشروعات الري والصرف الزراعي التي تمت في عصر جمال عبد الناصر، وشارك في دراسة مشروع السد العالي، وقد عمل وزيراً للأشغال (1953 حتي 1958) في وزارات الرئيس محمد نجيب الثانية وعبد الناصر الأولى، ونجيب الثالثة، وعبد الناصر الثانية، فلما قامت الوحدة مع سوريا احتفظ بمنصبه وزيراً للأشغال، وعند تشكيل ثاني وزارات عهد الوحدة وتشكيل المجلس التنفيذي الذي رأسه زميله نور الدين طراف في أكتوبر 1958، أصبح الشرباصي وزيراً مركزيا للأشغال وعين موسي عرفة وزيراً تنفيذياً لها في الإقليم المصري، واستمر الوضع كذلك في سبتمبر 1960 في المجلس التنفيذي الذي رأسه كمال الدين حسين، وفي رابع وزارات الوحدة التي شكلت في أغسطس 1961 برئاسة الرئيس عبد الناصر بوزارة الأشغال أيضا.
وفيما بعد انفصال الوحدة تولي وزارة الأشغال في وزارة عبد الناصر الرابعة منذ أكتوبر 1961 وحتي سبتمبر 1962، وهكذا ظل بمثابة الرجل الأول في قطاع الأشغال منذ يوليو 1953 وحتي سبتمبر 1962، في سبتمبر 1962 تولي الشرباصي عضواً في مجلس الرئاسة بدرجة نائب رئيس جمهورية مع الباقين علي قيد الحياة من أعضاء مجلس قيادة الثورة، وكان واحداً من اثنين فقط من المدنيين اختير لعضوية هذا المجلس، وكان هذا المجلس يضم نواب رئيس الجمهورية وهم عبد الحكيم عامر، وعبد اللطيف البغدادي، وزكريا محيي الدين، وحسين الشافعي، وكمال الدين حسين، مع رئيس مجلس الأمة أنور السادات، وعضو مجلس قيادة الثورة السابق حسن إبراهيم، ورئيس المجلس التنفيذي علي صبري، والشرباصي، ونور الدين طراف، وكمال الدين رفعت. وفي ذلك الوقت تشكلت وزارة علي صبري الأولي باسم المجلس التنفيذي، وفيها تولي حسن زكي وزارة الأشغال ليخلف المهندس أحمد عبده الشرباصي بعد طول عهده بالوزارة.

## مناصب
وعند إعادة تنظيم مناصب الدولة وتشكيل علي صبري لوزارته الثانية في مارس 1964 قبل الشرباصي للعمل نتئب لرئيس الوزراء علي صبري وأصبح الشرباصي ثاني نائب لرئيس الوزراء بعد نور الدين طراف، ولكن منصبه انتقل إلى قطاع آخر فأصبح نائبا لرئيس الوزراء للأوقاف وشؤون الأزهر ووزيرا للأوقاف منذ مارس 1964 وحتي أكتوبر 1965، وفي هذه الوزارة ظل المهندس حسن زكي أيضا وزيراً للأشغال وتغير إسمها لوزارة الموارد المائية والري.
ومع تشكيل وزارة زكريا محيي الدين في أكتوبر 1965 وحتي سبتمبر 1966، كان نور الدين طراف أعتزل العمل الوزاري نهائيا وأصبح الشرباصي هو التالي لرئيس الوزراء زكريا محيي الدين وتوسع نطاق إشرافه وأصبح مسمي منصبه نائب رئيس الوزراء للأوقاف والشؤون الاجتماعية وشؤون الأزهر، وقد عين معه في الوزارة أحمد محمد خليفة نائبا لوزير الأوقاف والشؤون الاجتماعية، فلما شكل صدقي سليمان وزارته في سبتمبر 1966، أعتزل الشرباصي العمل الوزاري نهائيا، شارك الشرباصي كذلك في أنشطة الاتحاد الاشتراكي، واختير عضواً في اللجنة التنفيذية العليا في أكتوبر 1962، ورأس أمانة الفلاحين في الاتحاد الاشتراكي في ديسمبر 1964، وطيلة عهد الرئيس السادات شارك في كثير من اللجان والمجالس، واختير عضواً في المجلس القومي للإنتاج والشؤون الاقتصادية عند تأسيسه سنة (1974.

## عضويته في مجمع اللغة العربية
انتخب لعضوية مجمع اللغة العربية في سنة المجمعي 1964 - 1965 وكان انتخابه في الكرسي الثاني عشر الذي خلا بوفاة أحمد لطفي السيد، وظل يشغل هذا الكرسي عشرين عاما.

## مشاركته في كتابة وثيقة 1972
تولي كتابة العريضة الشهيرة التي قدمت سنة 1972، وكانت تضم مجموعة من رجال الحكم السابقين للرئيس أنور السادات، وقد جاءت في ظل الانفراجة الكبيرة في حريات التعبير والحركة التي أتاحها السادات بعدما قام بما سماه ثورة التصحيح في 15 مايو 1971، وهذا هو جوهر ما حدث في وثيقة عريضة 1972 الشهيرة التي سبقت وثيقة عريضة أخرى وقعها عدد من الكتاب في مطلع 1973.
أسهم الشرباصي في مشروعات الري والصرف الزراعي التي تمت في عهد جمال عبد الناصر، وشارك في دراسة مشروع السد العالي، وقد عمل وزيرا للأشغال منذ 1953 وحتي 1958، في وزارات الرئيس محمد نجيب الثانية وعبد الناصر الأولى.

## وفاته
توفي في 29 فبراير 1984 بشقته بحي مصر الجديدة، واقيمت جنازة عسكرية له، ودفن بمركز منية النصر بمحافظة الدقهلية.